# Эскобар, Маноло
Мануэ́ль Гарси́я Эскоба́р (исп. Manuel García Escobar; 19 октября 1931 — 24 октября 2013) — испанский певец. Также играл роли в музыкальных фильмах.
Наиболее известные песни в его исполнении: El Porompompero (1960), Mi carro (1969), Que viva España (1973).